# Las Milpas Número Dos
Las Milpas Número Dos är en ort i Mexiko.   Den ligger i kommunen Culiacán och delstaten Sinaloa, i den västra delen av landet, 1 000 km nordväst om huvudstaden Mexico City. Las Milpas Número Dos ligger 56 meter över havet och antalet invånare är 124.
Terrängen runt Las Milpas Número Dos är platt. Runt Las Milpas Número Dos är det ganska tätbefolkat, med 104 invånare per kvadratkilometer. Närmaste större samhälle är Villa de Costa Rica, 11,1 km nordväst om Las Milpas Número Dos. Trakten runt Las Milpas Número Dos består till största delen av jordbruksmark.